# Draft NBA 1986
Il Draft NBA 1986 si è svolto il 17 giugno 1986 a New York. Questo draft è ricordato soprattutto per la morte prematura, a 22 anni, per overdose della seconda scelta Len Bias due giorni dopo il draft. Problemi di droga ostacolarono anche le carriere di Chris Washburn (3) e Roy Tarpley (7). Nonostante ciò dal draft 1986 uscirono All-Star come Mark Price, Dennis Rodman, Kevin Duckworth e Jeff Hornacek, oltre ad un membro della Basketball Hall of Fame, Dražen Petrović, deceduto all'età di 28 anni per un incidente in macchina.

## Giocatori scelti al 1º giro
|  | = All-Star     |
|  | = Hall of Fame |

| Scelta | Giocatore         | Nazionalità      | Squadra NBA                                              | Scuola/ex squadra           |
| ------ | ----------------- | ---------------- | -------------------------------------------------------- | --------------------------- |
| 1      | Brad Daugherty    | Stati Uniti      | Cleveland Cavaliers (dai L.A. Clippers via Philadelphia) | North Carolina              |
| 2      | Len Bias          | Stati Uniti      | Boston Celtics (da Seattle)                              | Maryland                    |
| 3      | Chris Washburn    | Stati Uniti      | Golden State Warriors                                    | North Carolina State        |
| 4      | Chuck Person      | Stati Uniti      | Indiana Pacers                                           | Auburn                      |
| 5      | Kenny Walker      | Stati Uniti      | New York Knicks                                          | Kentucky                    |
| 6      | William Bedford   | Stati Uniti      | Phoenix Suns                                             | Memphis State               |
| 7      | Roy Tarpley       | Stati Uniti      | Dallas Mavericks (da Cleveland)                          | Michigan                    |
| 8      | Ron Harper        | Stati Uniti      | Cleveland Cavaliers                                      | Miami (OH)                  |
| 9      | Brad Sellers      | Stati Uniti      | Chicago Bulls                                            | Ohio State                  |
| 10     | Johnny Dawkins    | Stati Uniti      | San Antonio Spurs                                        | Duke                        |
| 11     | John Salley       | Stati Uniti      | Detroit Pistons (da Sacramento)                          | Georgia Tech                |
| 12     | John Williams     | Stati Uniti      | Washington Bullets                                       | Louisiana State             |
| 13     | Dwayne Washington | Stati Uniti      | New Jersey Nets                                          | Syracuse                    |
| 14     | Walter Berry      | Stati Uniti      | Portland Trail Blazers                                   | St. John's                  |
| 15     | Dell Curry        | Stati Uniti      | Utah Jazz                                                | Virginia Tech               |
| 16     | Maurice Martin    | Stati Uniti      | Denver Nuggets (da Dallas)                               | St. Joseph's                |
| 17     | Harold Pressley   | Stati Uniti      | Sacramento Kings (da Detroit)                            | Villanova                   |
| 18     | Mark Alarie       | Stati Uniti      | Denver Nuggets                                           | Duke                        |
| 19     | Billy Thompson    | Stati Uniti      | Atlanta Hawks                                            | Louisville                  |
| 20     | Buck Johnson      | Stati Uniti      | Houston Rockets                                          | Alabama                     |
| 21     | Anthony Jones     | Stati Uniti      | Washington Bullets (da Philadelphia)                     | UNLV                        |
| 22     | Scott Skiles      | Stati Uniti      | Milwaukee Bucks                                          | Michigan State              |
| 23     | Ken Barlow        | Stati Uniti      | Los Angeles Lakers                                       | Notre Dame                  |
| 24     | Arvydas Sabonis   | Unione Sovietica | Portland Trail Blazers (da Boston via L.A. Clippers)     | Zalgiris (Unione Sovietica) |

## Giocatori scelti al 2º giro
| Scelta | Giocatore           | Nazionalità | Squadra NBA            | Scuola/ex squadra           |
| ------ | ------------------- | ----------- | ---------------------- | --------------------------- |
| 25     | Mark Price          | Stati Uniti | Dallas Mavericks       | Georgia Tech                |
| 26     | Greg Dreiling       | Stati Uniti | Indiana Pacers         | Kansas                      |
| 27     | Dennis Rodman       | Stati Uniti | Detroit Pistons        | Southeastern Oklahoma State |
| 28     | Larry Krystkowiak   | Stati Uniti | Chicago Bulls          | Montana                     |
| 29     | Johnny Newman       | Stati Uniti | Cleveland Cavaliers    | Richmond                    |
| 30     | Nate McMillan       | Stati Uniti | Seattle SuperSonics    | North Carolina State        |
| 31     | Joe Ward            | Stati Uniti | Washington Bullets     | Georgia                     |
| 32     | Cedric Henderson    | Stati Uniti | Atlanta Hawks          | Georgia                     |
| 33     | Kevin Duckworth     | Stati Uniti | San Antonio Spurs      | Eastern Illinois            |
| 34     | Johnny Rogers       | Stati Uniti | Sacramento Kings       | UC Irvine                   |
| 35     | Milt Wagner         | Stati Uniti | Dallas Mavericks       | Louisville                  |
| 36     | Steve Mitchell      | Stati Uniti | Washington Bullets     | UAB                         |
| 37     | Panagiōtīs Fasoulas | Grecia      | Portland Trail Blazers | North Carolina State        |
| 38     | Lemone Lampley      | Stati Uniti | Seattle SuperSonics    | DePaul                      |
| 39     | Rafael Addison      | Stati Uniti | Phoenix Suns           | Syracuse                    |
| 40     | Augusto Binelli     | Italia      | Atlanta Hawks          | Virtus Bologna (Italia)     |
| 41     | Otis Smith          | Stati Uniti | Denver Nuggets         | Jacksonville                |
| 42     | Ron Kellogg         | Stati Uniti | Atlanta Hawks          | Kansas                      |
| 43     | Dave Feitl          | Stati Uniti | Houston Rockets        | UTEP                        |
| 44     | David Wingate       | Stati Uniti | Philadelphia 76ers     | Georgetown                  |
| 45     | Keith Smith         | Stati Uniti | Milwaukee Bucks        | Loyola Marymount            |
| 46     | Jeff Hornacek       | Stati Uniti | Phoenix Suns           | Iowa State                  |
| 47     | Michael Jackson     | Stati Uniti | New York Knicks        | Georgetown                  |

## Giocatori scelti al 3º giro
| Scelta | Giocatore          | Nazionalità | Squadra NBA            | Scuola/ex squadra   |
| ------ | ------------------ | ----------- | ---------------------- | ------------------- |
| 48     | Forrest McKenzie   | Stati Uniti | San Antonio Spurs      | Loyola Marymount    |
| 49     | Juden Smith        | Stati Uniti | Portland Trail Blazers | UTEP                |
| 50     | Kevin Henderson    | Stati Uniti | Cleveland Cavaliers    | Cal State Fullerton |
| 51     | Mike Williams      | Stati Uniti | Golden State Warriors  | Bradley             |
| 52     | Ricky Wilson       | Stati Uniti | Chicago Bulls          | George Mason        |
| 53     | Tod Murphy         | Stati Uniti | Seattle SuperSonics    | UC Irvine           |
| 54     | Dwayne Polee       | Stati Uniti | Los Angeles Clippers   | Pepperdine          |
| 55     | Kenny Gattison     | Stati Uniti | Phoenix Suns           | Old Dominion        |
| 56     | Keith Colbert      | Stati Uniti | Philadelphia 76ers     | Virginia Tech       |
| 57     | Bruce Douglas      | Stati Uniti | Sacramento Kings       | Illinois            |
| 58     | Dave Henderson     | Stati Uniti | Washington Bullets     | Duke                |
| 59     | Wendell Alexis     | Stati Uniti | Golden State Warriors  | Syracuse            |
| 60     | Dražen Petrović    | Jugoslavia  | Portland Trail Blazers |                     |
| 61     | John Shasky        | Stati Uniti | Utah Jazz              | Minnesota           |
| 62     | Anthony Welch      | Stati Uniti | Dallas Mavericks       | Illinois            |
| 63     | Bill Breeding      | Stati Uniti | Utah Jazz              | Rocky Mountain      |
| 64     | Don Redden         | Stati Uniti | Denver Nuggets         | Louisiana State     |
| 65     | Dave Hoppen        | Stati Uniti | Atlanta Hawks          | Nebraska            |
| 66     | Anthony Bowie      | Stati Uniti | Houston Rockets        | Oklahoma            |
| 67     | Ron Rowan          | Stati Uniti | Philadelphia 76ers     | St. John's          |
| 68     | Baskerville Holmes | Stati Uniti | Milwaukee Bucks        | Memphis State       |
| 69     | Andre Turner       | Stati Uniti | Los Angeles Lakers     | Memphis State       |
| 70     | Jim Les            | Stati Uniti | Atlanta Hawks          | Bradley             |

## Giocatori scelti nei giri successivi con presenze nella NBA
| Scelta | Giocatore         | Nazionalità      | Squadra NBA           | Scuola/ex squadra                  |
| ------ | ----------------- | ---------------- | --------------------- | ---------------------------------- |
| 74     | Scott Meents      | Stati Uniti      | Chicago Bulls         | Illinois                           |
| 77     | Grant Gondrezick  | Stati Uniti      | Phoenix Suns          | Pepperdine                         |
| 85     | Myron Jackson     | Stati Uniti      | Dallas Mavericks      | UALR                               |
| 89     | Conner Henry      | Stati Uniti      | Houston Rockets       | UC Santa Barbara                   |
| 95     | Richard Rellford  | Stati Uniti      | Indiana Pacers        | Michigan                           |
| 97     | Clinton Smith     | Stati Uniti      | Golden State Warriors | Cleveland State                    |
| 99     | Dominic Pressley  | Stati Uniti      | Seattle SuperSonics   | Boston College                     |
| 100    | Steffond Johnson  | Stati Uniti      | Los Angeles Clippers  | San Diego State                    |
| 120    | Pete Myers        | Stati Uniti      | Chicago Bulls         | Arkansas-Little Rock               |
| 122    | Curtis Kitchen    | Stati Uniti      | Seattle SuperSonics   | South Florida                      |
| 124    | Tim Kempton       | Stati Uniti      | Los Angeles Clippers  | Notre Dame                         |
| 133    | Anthony Frederick | Stati Uniti      | Denver Nuggets        | Pepperdine                         |
| 134    | Oleksandr Volkov  | Unione Sovietica | Atlanta Hawks         | Budivelnyk Kiev (Unione Sovietica) |